# Хилтон, Джеймс
Джеймс Хи́лтон (англ. James Hilton; 9 сентября 1900 — 20 декабря 1954) — английский писатель, лауреат премии «Оскар», автор нескольких бестселлеров, включая «Потерянный горизонт» (который открыл читателям затерянный мир Шангри-Ла) и «Прощай, мистер Чипс».

## Биография
Родился в Ли, графство Ланкашир, Великобритания. Отец Джеймса, Джон Хилтон (John Hilton), был директором Chapel End School в Walthamstow. Именно отец лёг в основу характера м-р Чиппинга (Chipping) в произведении «Прощай, мистер Чипс».
Написал две свои самые известные книги «Потерянный горизонт» и «Прощай, мистер Чипс», живя в обычном двухквартирном доме на Oak Hill Gardens, Woodford Green. Дом стоит до сих пор, с голубой доской, говорящей о проживании Хилтона.
Хилтон, начиная с середины 1930-х годов жил и работал в Голливуде, получил Оскар в 1942 году за его работу над сценарием для «Миссис Минивер» («Mrs. Miniver»).
Он был женат и развелся дважды, сначала на Алисе Браун (Alice Brown), а затем на Галине Копернак (Galina Kopernak). Он умер в Лонг-Бич от рака печени.

## Книги
- «Катерина Херселв» («Catherine Herself»), 1920
- «Пассаж Шторм» («Storm Passage»), 1922
- «Терра» («Terry»), 1927
- «Убийство в школе» («Murder at School»), опубликовано под псевдонимом Глен Тревор (Glen Trevor), 1931
- «А теперь прощай» («And Now Goodbye»), 1931
- «Рыцарь без доспехов» («Knight Without Armour»), 1933
- «Потерянный горизонт» («Lost Horizon»), 1933
- «Прощайте, мистер Чипс» («Goodbye, Mr. Chips»), 1934
- «Плоды случайности» («Random Harvest»), 1941
- «Историю доктора Вассел» («The Story Of Dr. Wassell»), 1944
- «Сумерки мудрецов» («Twilight Of The Wise»), 1949
- «Утреннее путешествие» («Morning Journey»), 1951

## Адаптации и продолжения работ
- «Шангри-Ла», музыкальная Бродвейская адаптация (соавтором книги и текстов которой является Хилтон).
- два сиквела к книге «Потерянный горизонт»: «Messenger» Франка де Марко (Frank DeMarco), «Шангри-Ла» Элеоноры Куни (Eleanor Cooney) и Даниэля Альтьери (Daniel Altieri).

## Экранизации
- «Рыцарь без доспехов» (1937)
- «Потерянный горизонт» — фильм Фрэнка Капры (1937)[1]
- «Потерянный горизонт» — фильм Чарльза Джэрротта (1973)
- «Случайная жатва» (1942)
- «Миссис Минивер» (1942)
- «Вечность и один день» (1943) (совместно с ещё 21 сценаристом)
- «В памяти навсегда» (1947)